# L'Homme à l'étoile d'argent

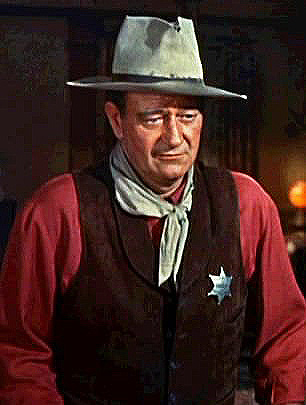
John Wayne dans le film Rio Bravo de 1959 dont s'est inspiré Charlier pour cet épisode.

L'Homme à l'étoile d'argent est le sixième album de la série de bande dessinée Blueberry de Jean-Michel Charlier (scénario) et Jean Giraud (dessin). Il a d'abord été prépublié dans Pilote avant d’être publié en album en 1969.

## Résumés

### Court
Durant l'été 1869, la petite ville de Silver Creek en Arizona est sous la domination de riches propriétaires qui y font régner la terreur. Avec l'aide de quelques personnes, Blueberry mettra fin à leur domination.

### Détaillé
MacClure arrive en ville et y rencontre le shérif malgré lui. Après avoir discuté, il s'offre comme assistant, ce qu'accepte le shérif avec réticence. MacClure assiste, furieux, à l'assassinat du shérif par El Gato, l'un des hommes des frères Bass.
Par la suite, il propose aux notables locaux d'aller chercher le lieutenant Blueberry pour occuper le poste vacant et remettre de l'ordre en ville. MacClure quitte discrètement de soir la ville pour aller chercher Blueberry, mais est remarqué par un homme de main des Bass. Ces derniers décident d'envoyer quelques tueurs à leur trousse.
Le lendemain, MacClure arrive au fort Navajo pour découvrir Blueberry en train de se faire sermonner pour ne pas maintenir la discipline, même si « [ses] hommes sont les mieux entraînés du régiment ». Après avoir lu la lettre des notables, le commandant du fort croit qu'un jeune officier peut faire office de shérif, mais ce dernier est trop maladroit au revolver. En conséquence, c'est Blueberry qui est envoyé à Silver Creek.
Blueberry, craignant un guet-apens, utilise une ruse indienne pour tromper les tueurs envoyés à sa rencontre : il installe son bivouac sur un terrain plat bien découvert. De nuit, les tueurs tirent sur des formes allongées, mais découvrent trop tard qu'il s'agit de leurres. Il s'ensuit une fusillade et quelques tueurs parviennent à s'enfuir.
Arrivé à Silver Creek avec les prisonniers, Blueberry demande que soit rassemblée une cour pour les juger, mais les notables sur place refusent d'y être jurés, invoquant différents motifs. Blueberry, comprenant qu'ils ont peur, accepte de devenir shérif s'il a pleins pouvoirs, ce qu'accepte le maire de la ville. Il rencontre aussi Miss Marsh, une jeune femme prête à témoigner contre les frères Bass. Blueberry désigne MacClure comme assistant du shérif. Dans la foulée, il décide d'aller faire un tour au saloon de la ville pour rencontrer les frères Bass.

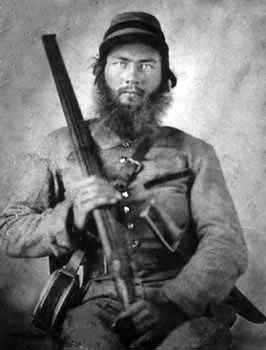
Soldat sudiste tenant un fusil.

Au saloon, Blueberry intime aux Bass de ne plus circuler en ville s'ils sont armés. L'un des deux tente de s'arranger, mais Blueberry refuse. Au même moment, l'un des tueurs de la nuit précédente dégaine son colt pour l'abattre dans le dos, mais Blueberry profite du grand miroir et désarme son adversaire. Il oblige tous les clients présents à se défaire de leurs armes, y compris le barman qui se préparait à le mettre en joue avec un fusil à canon scié. Blueberry sort du bar avec deux prisonniers, intimant à tous les clients de ne pas porter une arme à feu lorsqu'en ville, au risque d'être emprisonné.
Alors qu'il se dirige vers la prison avec ses deux prisonniers, Miss Marsh offre son aide à Blueberry, mais il ne peut s'empêcher d'éclater de rire, ne croyant pas qu'elle soit capable de tenir une arme à feu. Elle le quitte de mauvaise humeur, le traitant d' « antiféministe vieux jeu et prétentieux ».
Au bureau du shérif, un jeune homme, Dusty, se propose comme assistant. Malgré les moqueries des deux hommes, il démontre sa maîtrise du colt. Après qu'il a prêté serment, les trois hommes se préparent à passer une nuit sur place, en attente de nouveaux évènements.
Le lendemain, Dusty et MacClure se postent chacun à l'un des accès à la ville, un ensemble de bâtiments établis sur deux rangées. Pendant la journée, Dusty est amené à faire face à la bande des frères Bass. Bud tente de forcer le passage, mais Dusty l'empêche de passer. Alertés par les coups de feu, Blueberry et Miss Marsh viennent prêter renfort. Blueberry en profite pour arrêter l'un des hommes de la bande, El Gato, pour avoir abattu le précédent shérif d'une balle dans le dos. El Gato dit à son patron qu'il lui donne 48 heures pour le sortir de la prison, sinon il parlera.
Réunis avec le juge et Snuffy, le propriétaire du saloon, les Bass décident de libérer leurs hommes emprisonnés tout en enlevant Miss Marsh. Ils comptent profiter du faible pour l'alcool de MacClure.
Le lendemain, quelques notables de Silver Creek se montrent plus courageux, car « tout a diablement changé » : ils ont obligé le juge à former un tribunal dans les 48 heures. De son côté, Blueberry est inquiet pour la sécurité de Miss Marsh et demande au maire de lui rendre visite. Ce dernier, au moment d'ouvrir la porte de la classe de Miss Marsh, est presque abattu sur place. Miss Marsh est en effet une excellente tireuse.
Snuffy fait porter deux bouteilles d'alcool à MacClure, que celui-ci s'empresse de boire au complet, malgré la chaleur écrasante, ce qui l'endort.
Le maire passe au saloon et mentionne à Snuffy que Miss Marsh a la gâchette facile. Par la suite, Snuffy envoie un signal lumineux à la bande des frères Bass pour leur signaler que MacClure est endormi. Quelques minutes après, l'un des membres de la bande prend sa place, feignant de dormir. Un autre alerte Miss Marsh que MacClure est mal en point, ce qui l'incite à sortir de son bâtiment. Ils la capturent sans subir de coup de feu. Dans la foulée, les bandits décident de tuer Dusty, puisqu'ils vont surgir dans son dos, mais Miss Marsh le prévient.
Lorsque Blueberry apprend que MacClure a failli à sa tâche car trop saoul, il lui arrache son insigne d'assistant-shérif et lui intime de disparaître de sa vue. Trouvant la situation intolérable, des notables du village forment un groupe pour aider Blueberry à pourchasser les frères Bass. Celui-ci se lance seul à leur poursuite, leur demandant de le suivre le plus vite possible. De son côté, Snuffy signale aux frères Bass que la voie est libre au village.

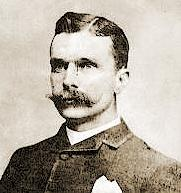
Sam Bass a réellement existé. Il fut un voleur de trains et un hors-la-loi américain.

Au village, au courant du piège tendu par Snuffy, MacClure se rend au saloon pour le tuer. Il affirme que « par [sa] faute, il vient de perdre son étoile et son seul ami ». Il est arrêté dans son projet par Sam Bass, qui est entré dans le village quelques minutes auparavant.
De son côté, Blueberry croit que « cette piste est décidément trop facile à suivre ». Près d'un contrefort rocheux, il force son cheval à hennir, ce qui lui permet de découvrir où sont cachés deux bandits qui l'attendent. Faisant virevolter sa monture, il abat l'un des deux et, pendant que l'autre s'enfuit, il l'attrape au lasso. Après l'avoir traîné sur quelques dizaines de mètres, il intime au bandit de le conduire au lieu où est sequestrée Miss Marsh, ou bien il le ramène à Silver Creek en le tirant par terre.
MacClure, menacé par Sam Bass et ses complices, se rend à la prison et demande à Dusty d'ouvrir. Lorsque la porte s'ouvre, les bandits prennent le contrôle des lieux et Bass demande où sont les clefs des cellules.
De son côté, Blueberry monte une mise en scène où il feint d'être le prisonnier de l'homme qu'il a capturé. Il parvient ainsi à tromper l'homme qui monte la garde. Une fois les deux hommes menottés, Blueberry entre dans la maison. Entendant un bruit de galop, il croit que Bud Bass s'est enfui et en profite pour détacher Miss Marsh. Cependant, Bud s'était caché dans la maison et se découvre au moment où Blueberry est le plus vulnérable. Il lui annonce alors qu'il sera tué à l'extérieur, intimant à Miss Marsh de se tenir calme. Mais celle-ci parvient à lancer un objet contre une vitre, ce qui détourne l'attention de Bud Bass. Blueberry en profite pour dégainer un Derringer et menace à son tour Bud. Les deux tirent en même temps, mais seul Blueberry s'en sort vivant.
Averti par Miss Marsh de ce qui se trame à Silver Creek, Blueberry fonce pour aider Dusty et MacClure. À la prison, les bandits obligent ce dernier à déverrouiller les cellules, mais il brise la clé dans la serrure. Furieux, Sam Bass le tue à bout portant.
Toujours à la prison, la bande est alertée de la venue de Blueberry et de plusieurs cavaliers. Sam Bass décide de monter une mise en scène : il donne des ordres pour que la prison semble désertée. Au moment où les cavaliers arriveront, ils seront fusillés à bout portant. Alors que les bandits se préparent, ils entendent une voix dans leur dos : « LES MAINS EN L'AIR, COYOTTES ». MacClure a été sauvé par sa montre de poche, sur laquelle est venue s'écraser la balle tirée par Sam Bass. Les cavaliers trouvent ainsi la bande sous la surveillance de MacClure.
Une semaine plus tard, Blueberry fait ses adieux aux notables du village, ainsi qu'à Miss Marsh. Il s'excuse pour avoir douté d'elle et doit retourner à fort Navajo. Elle réplique qu'elle attendra son retour.

## Personnages principaux
- Blueberry : lieutenant de cavalerie envoyé comme marshall à Silver Creek[29] ;
- Mac Clure : vieil homme alcoolique[30] et compagnon de Blueberry ;
- Miss March : institutrice, une des rares personnes en ville à oser s’opposer aux frères Bass[31] ;
- Sam et Bud Bass : deux frères riches propriétaires cherchant à contrôler Silver Creek[32] ;
- Dusty : jeune homme qui devient adjoint de Blueberry et dont le père a été assassiné par les Bass[11].

## Commentaires
- Contrairement aux autres albums de la série Blueberry, cet album n'appartient à aucun cycle et est, avec Arizona Love, la seule histoire en un seul tome.
- De nombreux éléments de l'histoire (au niveau du scénario, des personnages...) reprennent la trame du film Rio Bravo, tourné en 1959 par Howard Hawks (voir sous-partie ci-dessous).
- La position de Blueberry sur la couverture de l'album original a été inspirée par celle d'un personnage à la une du magazine Star Ciné Bravoure (N° 114, daté du 1er janvier 1968).
- Le personnage du juge de Silver Creek, tel qu'il apparait notamment aux planches 28 A et 32 A, est une caricature de l'acteur britannique Charles Laughton.
- Sam Bass est le nom d'un personnage historique, outlaw notoire, pilleur de trains et de diligences. Il a été abattu en 1878 par des Texas Rangers à Round Rock, au Texas. Il n'a a priori jamais été un riche propriétaire de ranch et n'a jamais eu de frère prénommé Bud.

## Similitudes avecRio Bravo
La trame du scénario comporte de nombreuses similitudes avec Rio Bravo (1959), western d'Howard Hawks.
Ainsi, on retrouve dans les deux œuvres un shérif solitaire (John T. Chance/Blueberry), une bande de bandits faisant la loi en ville et dirigée par deux frères (les Burdette/les Bass), des aides a priori peu efficaces : un alcoolique et un vieillard dans le film d’Howard Hawks (Dude et Stumpy) et un personnage à la fois vieux et alcoolique dans la bande dessinée (MacClure), un jeune adjoint sans expérience qui rejoint le shérif au cours de l'aventure (Colorado/Dusty), une femme à fort tempérament éprise du héros (Feathers/Miss March), les prisonniers gardés en prison dès le début de l'histoire et que leurs compagnons vont à tout prix chercher à faire sortir (Joe Burdette/plusieurs hommes de main des Bass). La scène de l'arrivée en ville de la bande confrontée au barrage mis en place par Blueberry ressemble aussi beaucoup à celle du film.
D'ailleurs, comme un hommage discret à sa source d'inspiration, le dessinateur a représenté dans une case dans l'album deux cowboys qui présentent leurs armes à MacClure avant de rentrer dans la ville et qui apparaissent sour les traits des deux principaux acteurs du film : John Wayne et Dean Martin.

## Éditions
- L'Homme à l'étoile d'argent, 1969, Dargaud, 48 p. 
  - Ré-édition en 1996.  (ISBN 978-2-205-04334-1)